# 第五十国立銀行
第五十国立銀行（だいごじゅうこくりつぎんこう）は、明治期に茨城県新治郡土浦町にあった県初の国立銀行。常陽銀行の前身の一つ。

## 概要
土浦藩で国家老（大参事）を務めた一色範疇は、国立銀行条例が布告されると銀行設立を企図し、困窮した土浦士族の禄券（秩禄公債）を募った。10万円が集まったところで資本金とし、水戸街道沿いの中城町（なかじょう）の民家を借り受け、1878年（明治11年）に設立開業した。初代頭取、一色範疇。紙幣発行限度8万円。
1897年（明治30年）7月に国立銀行営業満期前特別処分法により株式会社土浦五十銀行（つちうらごじゅうぎんこう）と改称。資本金を75万円に増強。その後、五十銀行（ごじゅうぎんこう）に行名を変えながら県内の19にも及ぶ銀行を吸収、日本橋、水戸、北條、江戸崎、小川など支店を設ける。1935年（昭和10年）7月に常磐銀行と合併、常陽銀行を新しく設立した。

### 沿革
- 1878年（明治11年）
  - 2月7日：設立免許[1]
  - 8月14日：開業免状下付[1]
  - 9月9日：開業[1]
- 1897年（明治30年）7月1日：国立銀行営業満期前特別処分法により私立銀行として営業継続、土浦五十銀行に改称[1]
- 1913年（大正2年）12月20日：太田銀行買収[1]
- 1921年（大正10年）8月10日：下市銀行買収[1]
- 1923年（大正12年）
  - 9月1日：五十銀行に改称[1]
  - 12月16日：石下銀行、龍崎農商銀行合併[1]
- 1924年（大正13年）
  - 10月20日：磯浜商業銀行合併[1]
  - 12月25日：湊商業銀行合併[1]
- 1925年（大正14年）
  - 3月29日：常陸大宮銀行、真壁銀行合併[1]
  - 4月4日：常陸銀行、高浜農商銀行合併[1]
  - 5月19日：萩谷銀行合併[1]
  - 5月25日：境商業銀行合併[1]
  - 7月28日：坂東銀行合併[1]
  - 8月16日：笠間銀行、大子銀行、布川銀行合併[1]
- 1926年（大正15年）
  - 5月16日：佐川銀行合併[1]
  - 6月15日：下妻銀行合併[1]
- 1927年（昭和2年）3月1日：多賀銀行(1900年設立)合併[1]
- 1935年（昭和10年）
  - 6月21日：常磐銀行との合併認可[1]
  - 7月30日：常陽銀行創立総会を開催[1]
  - 7月31日：常陽銀行開業[1]

## 一色範疇
いっしきはんちゅう

### 来歴
土屋陳直6世の孫。文化12年、土浦生まれ。安政4年、土浦藩用人。のちに執政に進む。元治元年、軍奉行。明治2年、版籍奉還後に年寄格から土浦藩大参事に就く。廃藩置県後の明治11年、土浦第五十国立銀行頭取。明治32年に退任、稲敷郡長の長子・範叙2代頭取に就く。明治34年7月、73歳歿。

### 人物
身長6尺に届き躯幹魁偉、少壮武を好み武芸奥義を究む。士族の商法に反し、理財に長け堅実で、銀行経営は順調に推移する。明治16年正月、銀行の仮金庫があった眞鍋町板谷の自宅に強盗が押し入り、犯人に斬りつけられ負傷するも、逆に賊3人のうち2人を袈裟切りに討ち伏せた。その後の土浦警察出張所の現場検証および取り調べの結果、正当防衛が成立し頭取に留まる。帝国国立銀行である当行発行の5円券には範疇の印がある。明治期に眞鍋に移設された一色家住宅主屋は、国登録有形文化財である。